# 雷歐力·帕拉丁奈特
雷歐力·帕拉帝奈特（レオリオ＝パラディナイト）是漫畫《HUNTER X HUNTER》的主角之一。

## 人物

### 外表與性格
小傑·富力士夥伴之一，第287期獵人試驗合格者（考試編號403）。放出系能力者。
經常穿著西裝，提著菱形圖樣的皮箱，留著黑短髮，配戴一副墨鏡，其瞳孔為棕色，身材高挑的男性。雷歐力面對強勢對手時決不會退讓，豪放不拘，感情用事但包容力大，與任何人都能相談甚歡，和仙派就是如此。而他魯莽和感情用事的個性也經常給周圍的人帶來或多或少的麻煩，且對夥伴們及他人的異常行為會馬上出來吐槽。不過他獨有的能力重情義在於能很快地與交談的人進入狀態。他的另一個過人之處，某些人說是遺傳因素—善於砍價。他曾經為了幫小傑·富力士和奇犽·揍敵客購得手機，和販賣手機的攤販砍價到連旁觀者都跟著拍手叫好，與常人一樣好色本性。身體能力比一般人略高，在獵人試驗中卻顯得不起眼，但其精神力連艾薩克·尼特羅都相當稱讚他不畏強敵。雖然大部分都是靠自己摸索的，但急救技術已經有醫師的水準。

### 身世與經歷
雷歐力的過去基本都是未知的，得知在他的國家十六歲就能喝酒。唯一知道的是他的一個很要好的朋友不幸因病去世，雷歐力為無力幫助他的朋友而感到十分內疚，因為他缺少足夠的知識和錢。因此，他立志成為一名醫生——不僅能治好病，而且能免去窮人們的醫藥費。因此，雷歐力參加獵人考試的理由十分光明正大：他以獵人身份賺的錢用來交學醫的學費，以及為窮人義診買藥。而他在獵人主角四人組中扮演著一個「大哥」的角色來照顧其他三位，非常重友情的一個人，如試驗時因察覺小傑面臨危險而大膽攻擊西索。在經過揍敵客家後練就驚人的怪力，可打開兩道以公噸為單位的大門，為四位伙伴中力氣排行第二。
會長選舉篇顯現出擁有領袖特質。
於《週刊少年JUMP》的人氣投票中第1次得到No.5，第2次No.6，第3次No.5。

## 劇情表現
一開始雷歐力在鯨魚島上的一間野獸展示場打工，就此遇見小傑（新版移除）。當有人問起他參加獵人考試的原因時，他絕對會毫不猶豫地回答是為賺很多錢，讓自己變得富有，而他的回答在去往獵人考場的船上被酷拉皮卡嚴重藐視，但在經歷暴風雨後和小傑、酷拉皮卡成為好友。當他在獵人試驗面對凶狸狐一家的兒子（初次出場時以人類樣貌出場）時，他指出雷歐力懂得悉心照顧並安慰傷者，並在雷歐力在山上採草藥時以凶狸狐樣貌出場阻礙他採草藥，在那之前雷歐力有在那凶狸狐的手臂上打針，在那時還看得清楚那細小的針孔，指出其洞察力極佳。在考試時認識了奇犽，其後在陷阱塔中雖然與酷拉皮卡鬧不愉快，但仍守護酷拉皮卡的原則，而後因敗給囚犯考官磊露特，使得夥伴等人失去了50小時，而有些過意不去。
在友克鑫市篇時幫助小傑、奇犽兩人籌錢。有些貪小便宜，易怒，由於和小傑一樣，單純又魯莽的個性，因此奇犽猜測雷歐力可能是強化系能力者。然而諾斯拉家族保標旋律形容雷歐力的心跳相當敦厚穩定有包容力，是非常適合當老師或醫生的人格特質。在小傑、奇犽被綁架時意外地在和仙派喝酒。於幻影旅團事件後，為了進修醫學而和小傑、奇犽、酷拉皮卡道別，之後開始在醫師大學苦讀，準備考取醫生。
會長選舉篇時為獵人協會第十三任會長候選人之一，對於金·富力士不肯探望因討伐嵌合蟻而身受重傷的小傑有違情理感到憤怒，在十二支公開演講時以念能力打了金而獲得了許多獵人的支持，「趕快去救小傑」的演說內容得到會場聽眾的熱烈掌聲。因為見到莫老五帶來已痊癒的小傑，而使他放棄競選，最終16名候選人中排名第3，倒數第二輪時排名第2。看到小傑在電腦發出的信息後，馬上打電話通知酷拉皮卡。
黑暗大陸篇，接受了「戌」綺多·約克夏的條件，成為十二支的一員(亥)並即將前往黑暗大陸（擔任醫師的工作），並向對方推薦酷拉皮卡填補另一個空缺，並在前往黑暗大陸的團隊中隸屬「科學小組」。

## 念能力
和小傑與奇犽在友克鑫市分別時僅學會「纏」而已。在會長選舉篇中，對金·富力士使用詳細內容尚未明朗的念能力，從金面前的桌子伸出一隻隔空的念手並對金擊出名為“黑洞拳”的上鉤拳（動畫中氣的顏色為黃綠色）。
黑暗大陸篇時，金曾模仿過他的技能，證實不一定單只能從地面伸出一隻手。金推測這是雷歐力在看診時誤打誤撞而學會的念能力，原理應是將氣以超音波的形式放出，而原本的用途是用來對手術刀無法切入的血栓或腫瘤進行破壞。除此之外，也能用超音波來探查敵人的位置，而且比圓還更難被敵人發現。

## 其他資料
- 週刊少年JUMP的決鬥排行榜中，雷歐力和手機商的「殺價對決」雖然沒有得名，但卻意外地得到數票而被提出。

## 備註
1. ↑  劇情未提，2011動畫版第4集自稱10幾歲，19歲為日本wiki。
2. ↑  第1作有透露那位朋友的名字叫作皮耶爾，第2作則是連名未提的直接用言語帶過。

## 外部連結
- hunter x hunter 公式 （页面存档备份，存于）
- Leorio Paladiknight - MyAnimeList.net （页面存档备份，存于）